# Heinrich Kuen
Heinrich Kuen (Imst, Àustria, 2 d'agost de 1899 – Erlangen, 7 d'octubre de 1989) fou un romanista i lingüista austríaco-alemany.

## Vida
Kuen va estudiar romanística i germanística a la Universitat d'Innsbruck on va llegir la tesi el 1922 amb Ernst Gamillscheg amb el títol Vokalismus der bairischen Lehnwörter im Grödnerischen (el vocalisme dels préstecs bavaresos en un dialecte del ladí de les Dolomites). Va prosseguir els estudis a Berlín amb Max-Leopold Wagner i feu una estada a l'Institut d'Estudis Catalans on preparà la seva tesi d'habilitació sobre el dialecte de l'Alguer (que va presentar el 1930 a Leipzig amb Walther von Wartburg). Fou lector d'espanyol a la Universitat d'Innsbruck i el 1926 va incorporar-se com a ajudant de Philipp-August Becker a Leipzig. De 1931 a 1938 va ser professor de Filologia Romànica a la Universitat de Friburg (Alemanya), i a partir d'aleshores a la Universitat d'Erlangen, on es jubilà (1967). Entre els seus alumnes hi ha Bodo Müller, Gerhard Ernst, August Dauses o Theodor Berchem. Tot i que rebé invitacions d'altres universitats es quedà a Erlangen on la seva personalitat durant la guerra li havia valgut ser anomenat degà i, de 1953 a 1954, rector. Va ser membre del senat de Baviera i rebé altres distincions alemanyes (Creu federal al mèrit, 1978, etc).
Fou membre corresponent de l'Institut d'Estudis Catalans (1948) i de la Reial Acadèmia de Bones Lletres (1949); fou doctor honris causa per la Universitat d'Innsbruck (1985).

## Obra
- El dialecto de Alguer y su posición en la historia de la lengua catalana. Barcelona: Biblioteca Balmes, 1934 (publicació, traduïda i parcial, de la tesi d'habilitació)
- Versuch einer vergleichenden Charakteristik der romanischen Schriftsprachen. Erlangen: Universitätsbund Erlangen, 1958
- Romanistische Aufsätze. Nuremberg: Hans Carl, 1970 [recull d'articles]
- Beiträge zum Rätoromanischen (editat per Werner Marxgut). Innsbruck: Inst. für Romanistik, 1991 [recull pòstum d'estudis sobre el retoromànic]